# Pureza (2022)
Pureza é um filme de drama biográfico brasileiro de 2022, dirigido por Renato Barbieri e escrito pelo próprio diretor em parceria com Marcus Ligocki a partir da pesquisa e ideia original de Hugo Santarém.. O filme é estrelado por Dira Paes no papel de Pureza Lopes Loyola, uma mulher real da cidade de Bacabal, no Maranhão, que sai em busca do filho após ele desaparecer em um garimpo. O elenco conta ainda com as atuações de Matheus Abreu, Mariana Nunes, Flávio Bauraqui e Cláudio Barros nos demais papeis principais.
Pureza teve sua première mundial no Festival de Cinema de Brasília em novembro de 2019 e foi lançado nos cinemas do Brasil em 19 de maio de 2022 pela Downtown Filmes. Assim que foi lançado, o filme logo gerou repercussão entre a crítica especializada. A obra ganhou destaque, principalmente, pela atuação de Dira Paes, que foi elogiada pela performance dramática de uma mãe na busca por seu filho. No entanto, alguns críticos consideraram que o enredo do filme encaminha para um desenvolvimento óbvio e raso.
O filme foi exibido em diversos festivais mundo afora, sendo laureado com mais de 30 premiações nacionais e internacionais. O desempenho de Paes recebeu inúmeros prêmios, incluindo o Grande Otelo de Melhor Atriz, concedido pela Academia Brasileira de Cinema. Ela ainda foi premiada como Melhor Atriz em diversos festivais, incluindo o Miami Brazilian Film Festival e o Festival de Cinema de Vitória. O trabalho de direção de Renato Barbieri também recebeu diversas premiações em festivais, incluindo o Washington DC Filmfest.

## Enredo
Pureza (Dira Paes) sai em busca de seu filho, Abel (Matheus Abreu), desaparecido após partir para o garimpo na Amazônia. Em sua busca, acaba encontrando um sistema de aliciamento e cárcere de trabalhadores rurais. Ela se emprega numa fazenda, onde testemunha o tratamento brutal de trabalhadores e o desmatamento da floresta. Escapa e denuncia os fatos às autoridades federais. Sem credibilidade e lutando contra um sistema forte e perverso, ela retorna à floresta para registrar provas.

## Elenco
- Dira Paes como Dona Pureza Lopes Loyola
- Matheus Abreu como Abel
- Flavio Bauraqui como Narciso
- Mariana Nunes como Elenice
- Claudio Barros como Padre Flávio
- Sérgio Sartorio como Zé Gordinho
- Gregório Benevides como Moreno
- Guto Galvão como Piuaí
- João Gott como Flecha
- Enoque Marinho como Odilon
- Jefferson Mendes como Francisco
- Alberto Silva Neto como João Leal
- Goretti Ribeiro como Osmaria
- Walderez de Barros como Ruth Vilela

## Produção

### Concepção e desenvolvimento
O filme adota um tom de drama pessoal e social, abordando a persistência da escravidão contemporânea ao longo de cinco séculos. Renato Barbieri comenta sobre a presença marcante da escravidão por dívida, cárcere privado, condições degradantes e jornadas exaustivas que continuam a existir. Para enriquecer a narrativa, trabalhadores rurais reais foram integrados à equipe de 80 profissionais, fortalecendo o conceito do "lugar de fala do oprimido", conforme destacado pelo diretor. As locações incluem uma cidade cenográfica em Marabá, município do Pará, bairros rurais e cenas adicionais em Brasília, no Hospital das Forças Armadas, no Congresso Nacional e no Itamaraty. Ao todo, as gravações do filme ocorreram ao longo de dois meses. A produção foi submetida aos editais de apoio financeiro da Agência Nacional do Cinema (Ancine) em 2010, ano em que o projeto foi aprovado. Inicialmente, o valor aprovado para o orçamento do filme foi de R$ 7.461.711,10, porém o valor final foi de R$ 6.078.625,54.
Uma exposição da atuação efetiva de Brasília foi um dos motivadores para Marcus Ligocki Júnior, um dos produtores de Pureza. Ele destaca a existência de uma máquina governamental que, quando utilizada adequadamente, pode gerar resultados significativos. Observando que não se trata apenas dos políticos usufruindo de privilégios de maneira criminosa, Ligocki enfatiza a importância de os cidadãos também terem a capacidade de impactar positivamente o ambiente em que vivem, impulsionados por motivação intensa e conhecimento de ferramentas. Na produção deste sexto filme de sua carreira, após colaborações com Vladimir Carvalho e Iberê Carvalho, Ligocki optou por uma abordagem distinta para Pureza. O filme foi estruturado para ter um período de filmagem estendido de sete semanas. O produtor destaca a sincronia entre o roteiro e a produção, esforçando-se para criar uma narrativa que destacasse e focasse toda a atenção no magnetismo de Dira Paes, que descreve como absolutamente cativante.

### Gravações
Um momento comovente durante as filmagens ocorreu quando Pureza, residente em Bacabal, a 234 km de São Luís, MA, chegou à base de produção em Brejo do Meio, zona rural de Marabá. Aproximadamente 80 membros da equipe do filme presentes aplaudiram sua chegada. O diretor Renato Barbieri compartilhou que teve acesso a um valioso baú de memórias de Dona Pureza: "Dona Pureza achou incrível a transformação de sua história em um filme. Ela preservou registros em cassete, fotos e cartas dirigidas a três presidentes. Tive a oportunidade de explorar esse tesouro".
Pureza, que denunciou o trabalho escravo no Norte do país para três presidentes da República e recebeu um prêmio de Direitos Humanos em Londres em 1997, é o foco do filme. A atriz Dira Paes, ao comentar sobre a produção, afirmou: "Pureza enfrentou muitos desafios, passando vários dias sem se alimentar. O filme retrata a jornada dessa mulher em busca de seu filho, que acaba descobrindo a existência do trabalho escravo contemporâneo no campo". Dona Pureza também discorreu sobre a persistência do trabalho escravo: "Ainda existe escravidão nessas matas que só os olhos de Deus veem. Quando denunciei em Brasília, eles organizaram uma equipe de homens. A Polícia Federal e o Ministério do Trabalho visitaram sete fazendas e não encontraram nenhum trabalhador em situação de escravidão. Tudo estava legalizado, com salários justos, todos com carteira assinada. Uma grande mentira".

## Lançamento
O filme teve sua primeira exibição pública durante o Festival do Rio, em dezembro de 2019.O lançamento comercial do filme deu-se em 19 de maio de 2022.

## Recepção

### Resposta da crítica

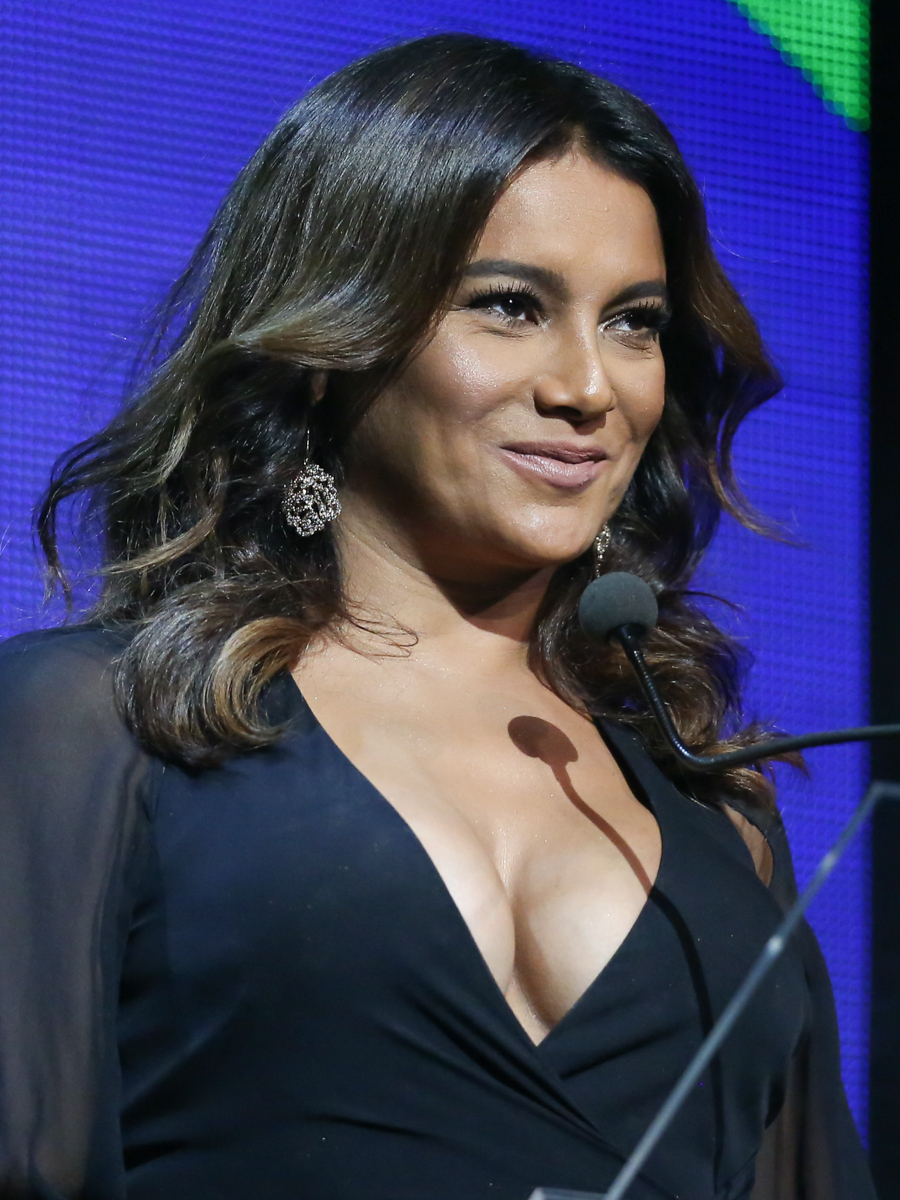
A atuação de Dira Paes foi amplamente aclamada pela crítica e lhe rendeu o Grande Otelo de Melhor Atriz, o terceiro de sua carreira de nove indicações anteriores.

Pureza foi amplamente repercutido pela crítica cinematográfica brasileira. A obra gerou opiniões diversas. O filme foi amplamente elogiado pela performance de Dira Paes, que defende a heroína da história, e dos demais atores que compõem o elenco. Entretanto, também recebeu críticas negativas no quesito desenvolvimento de enredo, pois o mesmo foi considerado como óbvio demais, não dando profundidade a verdadeira história que está sendo retratada. Juliana Barbosa, escrevendo para o jornal Metrópoles, mencionou que o filme seria um forte candidato para representar o Brasil na corrida do Óscar de Melhor Filme Estrangeiro, por se tratar de um drama com uma história natural e de atmosfera pesada, e avaliou o filme como "excelente". Já Grabiel Bravo de Lima, do site Cine Set, escreveu que o filme "utiliza uma abordagem exagerada em sua narrativa, perdendo a mão no drama e situações que tenta criar para emocionar o espectador. Pureza acredita que o filho foi levado para uma fazenda no interior do Pará, onde está submetido a trabalho análogo à escravidão. A trama embarca nas adversidades que a protagonista precisa encarar para salvar Abel".
Fabrício Duque, do site Vertentes do Cinema, escreveu: "Em Pureza, ainda que suas interpretações sejam ultra anti-naturalistas devido às fragilidades do roteiro, descobrimos o verdadeiro significado de um ator, que para existir plenamente precisa sim ser uma marionete não rebelde a seu diretor. Sim, precisamos falar da atriz paraense Dira Paes, que encarna o papel protagonista com as limitações do que recebeu para construí-lo. A fim de delinear o tom do filme, Renato nos conduz pela potencialização de nossa emoção, fazendo com que sejamos cúmplices de sua ingenuidade quase infantil. Nós somos imergidos um um manancial sentimental de excessivos e sôfregos dramas pessoais. Tudo para nos mostrar um documento ficcional de denúncia sobre o trabalho análogo à escravidão que ainda se manifesta nos confins dos interiores de nosso país."
Enquanto que para Alvaro Tallarico, do site Vivente Andante, o trabalho de Renato Barbieri "consegue entregar um filme extremamente emocional e forte, em uma cinematografia caprichada que conta com cenas belíssimas. Indubitavelmente, uma delas é a cena do tronco, onde a direção de arte consegue imprimir poesia em uma sequência trágica e cruel, com uma tomada final gloriosa. Palmas para o diretor de fotografia Felipe Reinheimer. Além disso, o roteiro de Marcus Ligocki Júnior não deixa furos, sendo bem amarrado."

### Prêmios e indicações
| Ano  | Associações                                     | Categoria                          | Recipiente(s)     | Resultado | Ref.   |
| ---- | ----------------------------------------------- | ---------------------------------- | ----------------- | --------- | ------ |
| 2020 | Miami Brazilian Film Festival                   | Melhor Atriz                       | Dira Paes         | Venceu    | [ 15 ] |
| 2020 | Miami Brazilian Film Festival                   | Melhor Cinematografia              | Felipe Reinheimer | Venceu    | [ 15 ] |
| 2020 | Washington DC Filmfest                          | Menção Honrosa                     | Pureza            | Venceu    | [ 16 ] |
| 2020 | Fort Lauderdale International Film Festival     | Prêmio Espírito de Independentes   | Pureza            | Venceu    | [ 16 ] |
| 2020 | Festival Internacional de Cinema de Salento     | Melhor Atriz                       | Dira Paes         | Venceu    | [ 17 ] |
| 2020 | Encontro Nacional de Cinema e Vídeo dos Sertões | Melhor Filme (Prêmio do Júri)      | Pureza            | Venceu    | [ 18 ] |
| 2020 | Encontro Nacional de Cinema e Vídeo dos Sertões | Melhor Filme (Prêmio da Audiência) | Pureza            | Venceu    | [ 18 ] |
| 2020 | Encontro Nacional de Cinema e Vídeo dos Sertões | Melhor Diretor                     | Renato Barbieri   | Venceu    | [ 18 ] |
| 2020 | Encontro Nacional de Cinema e Vídeo dos Sertões | Melhor Ator                        | Flávio Bauraqui   | Venceu    | [ 18 ] |
| 2020 | Encontro Nacional de Cinema e Vídeo dos Sertões | Melhor Direção de Fotografia       | Felipe Reinheimer | Venceu    | [ 18 ] |
| 2020 | Rencontres du Cinéma Sud-Américain – Marselha   | Melhor Filme (Prêmio da Audiência) | Pureza            | Venceu    | [ 16 ] |
| 2020 | Rencontres du Cinéma Sud-Américain – Marselha   | Menção Honrosa do Júri             | Pureza            | Venceu    | [ 16 ] |
| 2020 | Seattle Latino Film Festival                    | Melhor Atriz                       | Dira Paes         | Venceu    | [ 16 ] |
| 2020 | The Workers Unite Film Festival                 | Menção Honrosa de Melhor Filme     | Pureza            | Venceu    | [ 16 ] |
| 2020 | Festival de Cinema de Jaraguá do Sul            | Melhor Atriz                       | Dira Paes         | Venceu    | [ 16 ] |
| 2020 | Festival de Cinema de Jaraguá do Sul            | Melhor Direção de Arte             | Zé Luca           | Venceu    | [ 16 ] |
| 2020 | Festival de Cinema de Jaraguá do Sul            | Melhor Figurino                    | Inês Salgado      | Venceu    | [ 16 ] |
| 2020 | FAM – Florianópolis Audiovisual Mercosul        | Prêmio do Júri Popular             | Pureza            | Venceu    | [ 16 ] |
| 2021 | Big Muddy Film Festival                         | Melhor Filme                       | Pureza            | Venceu    | [ 16 ] |
| 2021 | Festival de Cinema de Vitória                   | Melhor Atriz                       | Dira Paes         | Venceu    | [ 16 ] |
| 2021 | Festival de Cinema de Vitória                   | Prêmio do Júri Popular             | Pureza            | Venceu    | [ 16 ] |
| 2023 | Festival de Cinema Brasileiro em Lima           | Prêmio do Júri Popular             | Pureza            | Venceu    | [ 19 ] |
| 2023 | Grande Prêmio do Cinema Brasileiro              | Melhor Atriz                       | Dira Paes         | Venceu    | [ 20 ] |
| 2023 | Grande Prêmio do Cinema Brasileiro              | Melhor Direção de Fotografia       | Felipe Reinheimer | Indicado  | [ 20 ] |
| 2023 | Grande Prêmio do Cinema Brasileiro              | Melhor Montagem                    | Marcelo Moraes    | Indicado  | [ 20 ] |